# Phare de Green Island (Wisconsin)
Pour les articles homonymes, voir Phare de Green Island.
Le phare de Green Island (en anglais : Green Island Light), est un phare du lac Michigan situé sur Green Island, une île de la baie de Green Bay dans le Comté de Marinette, Wisconsin. L'ancien phare, inactif depuis 1956, a été remplacé par une tour métallique à claire-voie.

## Historique
Le premier phare, datant de 1863 et inactif depuis 1956, est désormais en ruine. Quand il avait été automatisé en 1933, la maison des gardiens a été désaffectée. Les gardiens du phare de Sherwood Point entretenaient ce phare à l'origine.
Mal entretenu, le bâtiment s'est détérioré et la tour s'est effondrée.
En 1956, la lumière avait été transférée sur une tour métallique à proximité. L'île de Green Island est située à environ 15 km au sud-est de Marinette, devant l'embouchure de la rivière Menominee.

## Description
Le phare actuel est une tour pyramidale en acier à claire-voie de 20 m de haut, avec une galerie et une balise. Le phare est peint en noir.
Il émet, à une hauteur focale de 24 m, un bref éclat blanc de 0,6 seconde par période de 6 secondes. Sa portée est de 7 milles nautiques (environ 13 km). Il est équipé d'une marque de jour à son sommet.

## Caractéristiques dufeu maritime
Fréquence : 6 secondes (W)
- Lumière : 0,6 seconde
- Obscurité : 5,4 secondes

Identifiant : ARLHS : USA-945 (ancien) - USA-1347 (nouveau) ; USCG : 7-21970 .

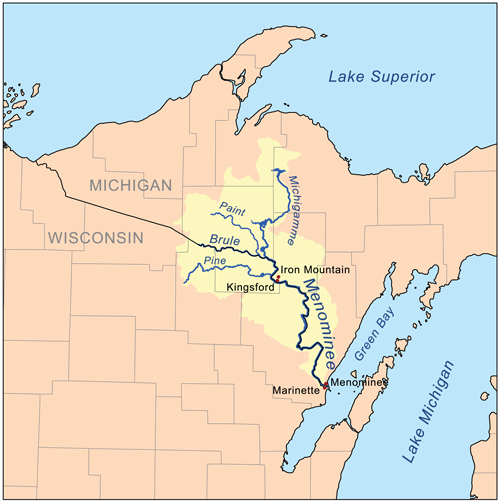
Localisation de Marinette

### Lien connexe
- Liste des phares du Wisconsin